# 南庄 (共星村)
南庄是中国广东省广州市从化区的一个自然村。在太平镇东面约10千米，属共星村管辖。此村原名是大湴朗，因为村民认为名称不雅，且该村位在共星之南，故更名为南庄。1998年时，全村人口151人。